# Ministerio Federal de Alimentación y Agricultura (Alemania)
El Ministerio Federal de Alimentación y Agricultura (en alemán: Bundesministerium für Ernährung und Landwirtschaft, abreviado BMEL) es un departamento ministerial de la República Federal de Alemania. Su sede oficial se encuentra en Bonn, aunque cuenta con una segunda oficina principal en Berlín. 

## Historia
Entre 1949 y 2001 se le conoció como el "Ministerio de Alimentación, Agricultura y Bosques" (alemán: Bundesministerium für Ernährung, Landwirtschaft und Forsten). A través de una orden dictada por el canciller alemán Gerhard Schröder, el 22 de enero de 2001 se convirtió en el "Ministerio Federal de Protección del Consumidor, Alimentación y Agricultura", aunque después la función de protección de los consumidores fue transferida al Ministerio Federal de Salud (Bundesministerium für Gesundheit). La actual denominación es empleada desde el 22 de noviembre de 2005.

## Funciones y organización
El ministerio, encabezado por Alois Rainer, se ocupa de la política agroalimentaria de Alemania.
Además, el ministerio consta de seis departamentos:
- Departamento 1: División Central
- Departamento 2: Nutrición, seguridad del producto e innovación
- Departamento 3: Seguridad alimentaria y salud animal
- Departamento 4: Desarrollo rural y mercados agrícolas
- Departamento 5: Economía de base biológica, agricultura y silvicultura sostenibles
- Departamento 6: Política de la UE, cooperación internacional y pesca

## Agencias
Bajo los auspicios del BMEL, funcionan varias agencias federales, instituciones legalmente independientes e institutos de investigación gubernamentales:
- Oficina Federal de Protección al Consumidor y Seguridad Alimentaria
- Agencia Federal para la Agricultura y la Alimentación
- Oficina Federal de Variedades Vegetales
- Instituto Federal de Evaluación de Riesgos
- Julius Kühn-Institut, el Centro de Investigación Federal de Plantas Cultivadas
- Friedrich-Loeffler-Institut , Instituto de Investigación Federal de Sanidad Animal
- Max Rubner-Institut, Instituto Federal de Investigación en Nutrición y Alimentación
- Johann Heinrich von Thünen-Institut, Instituto de Investigación Federal para el Medio Rural, Forestal y Pesca
- Agencia de Recursos Renovables